# Alcatraz
För andra betydelser, se Alcatraz (olika betydelser).

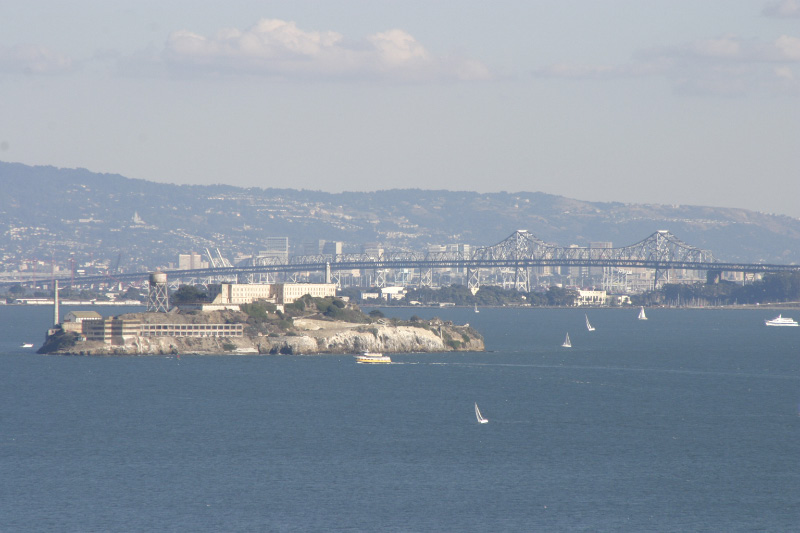
Alcatraz med Oakland och San Francisco–Oakland Bay Bridge i bakgrunden.

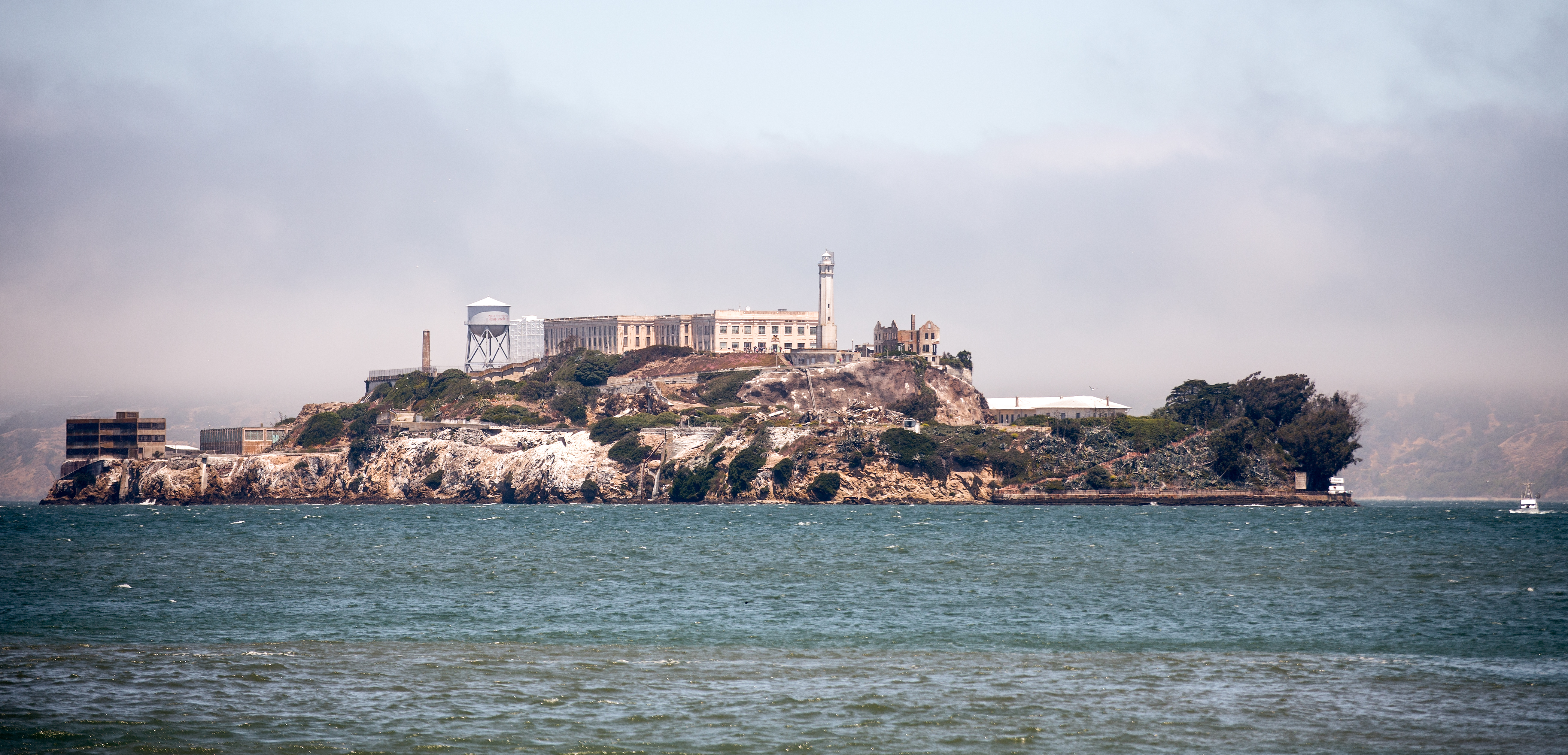
Alcatraz Island.

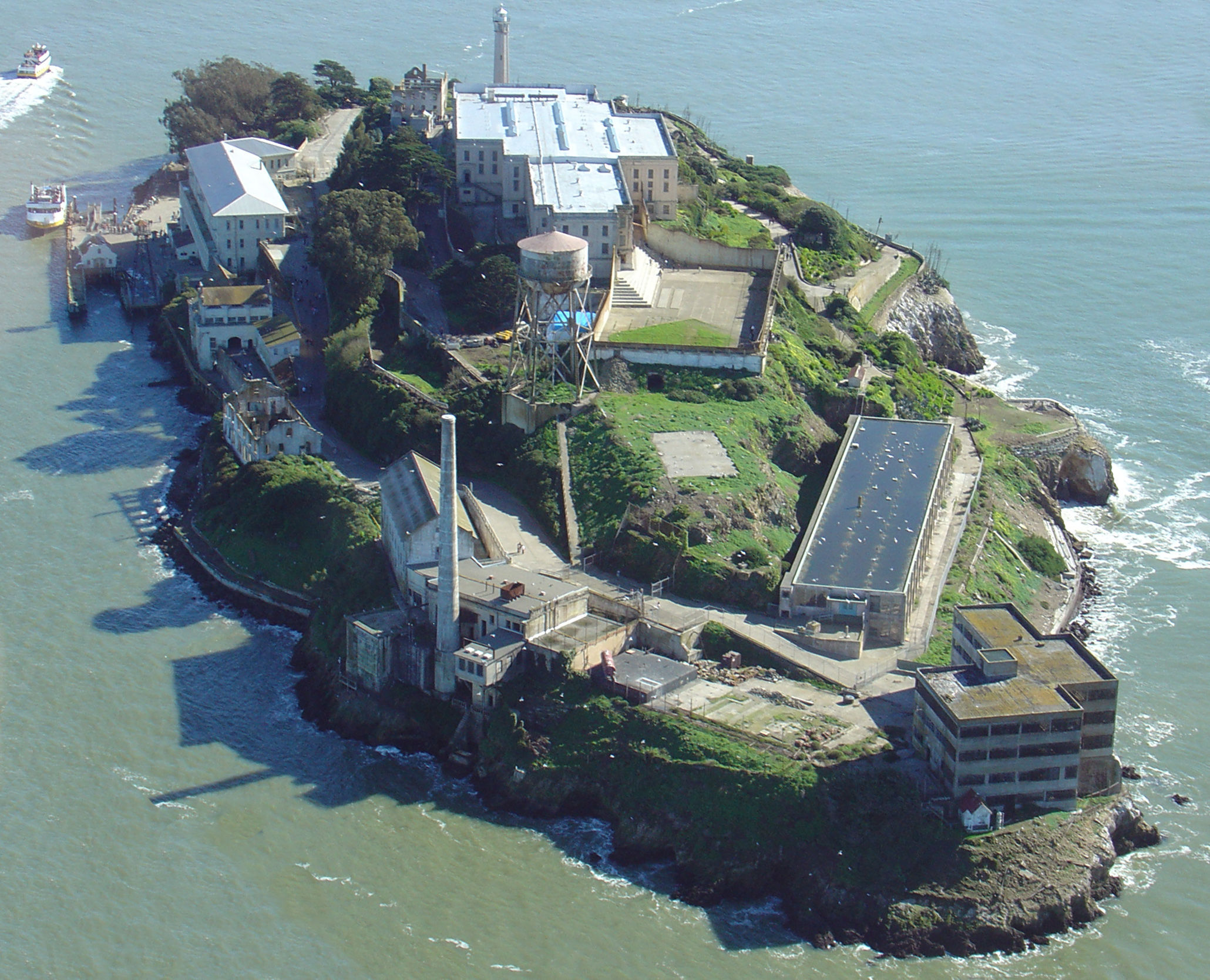
Alcatraz Island.

Alcatraz var ett fängelse på Alcatraz Island innanför Golden Gate vid San Francisco. Det öppnade 1934 och stängdes 1963. Under de år som Alcatraz var öppet försökte 36 fångar rymma från fängelset. Gissningsvis 13 av dessa dog under sina flyktförsök.

## Historik

### Bakgrund
Ön byggdes om till en anläggning för militären i mitten av 1800-talet och blev 1934 ett av världens mest rymningssäkra fängelser på grund av det kalla omgärdande vattnet med starka strömmar.
Det finns ändå en grupp fångar som försvann från fängelset och som inte har återfunnits. Då ingen har givit sig till känna och ingen har erkänt sig ha träffat på någon av flyktingarna antas det vanligen att de omkom vid flyktförsöket. Det normala var att rymmarna antingen sköts eller drunknade i det kalla vattnet.
I fängelset satt bland andra Al Capone.

### Frank Morris och bröderna Anglin
De enda fångar som lyckades fly från Alcatraz var Frank Lee Morris samt bröderna John och Clarence Anglin. Huruvida de egentligen lyckades fly är dock oklart, eftersom ingen hörde något ifrån dem efteråt och inga kroppar har hittats.
Från början var det fyra fångar som planerade att fly. Förutom de tre ovannämnda var Allen West också med i planen. Det sägs att det var han som kom på och gjorde upp flyktplanen från första början och att Frank Lee Morris, som ansågs vara överintelligent, introducerades i planerna först vid ett senare tillfälle. Dock har West, som inte lyckades fly då han inte kom ut från sin cell i tid, glömts bort av de allra flesta. Många anser dock att det var Morris som hade kommit på denna ofelbara plan.
I över ett år höll de fyra på med förberedelserna, de grävde hål i betongen bakom ventilen i sina celler. De visste att ventilerna ledde ut till en lufttrumma som sedan skulle leda dem ut på taket av cellbyggnaden. När de väl hade gjort hålen tillräckligt stora och kommit ut till lufttrumman, anordnade de en liten arbetsplats inne i lufttrumman där de tillbringade varje natt med att göra flytvästar av stulna regnrockar och de gjorde modellhuvuden som skulle likna dem själva. Modellhuvuden tillverkade de genom att blanda pulver av betong de hade hackat loss, såpa, tvål, lim och toalettpapper. Detta blev en smet som de kunde forma till ett ansikte. De samlade hår, inte bara sitt eget utan även andra medfångars hår från fängelsets "frisersalong".
West hade från början råkat göra hålet i sin cell för stort, så att det eventuellt kunde ha upptäckts av vakterna, varför bröderna Anglin reparerade hålet med cement de samlat ihop. De råkade dock göra så att hålet istället blev för litet för West att ta sig igenom varför han inte kunde följa med vid rymningen. West blev kvar i fängelse ända till sin död 1979.
Natten till den 11 juni 1962 var de redo att rymma. Efter inräkningen kl. 21.30 placerade de tre männen sina modellhuvuden, så kallade dummy heads, på sina kuddar, kröp ut genom ventilen och fortsatte ut till lufttrumman bakom cellerna. Flera av vakterna som hade nattskiftet hade hört ljud på taket men trodde det berodde på den hårda vinden. När man väl upptäckte att deras celler stod tomma var Frank Morris och bröderna Anglin långt borta. Man har aldrig hittat några kroppar efter dem, men man tror ändå inte att de klarat sig, eftersom det är väldigt starka strömmar i San Franciscobukten och vattnet den natten bara var cirka 10 °C. Att de skulle ha blivit uppätna av hajar anses nästan helt uteslutet eftersom det finns mycket få hajar i San Franciscobukten, och de hajar som finns i viken anses ofarliga för människor.
Man tror att Frank Morris och bröderna Anglin försökte ta sig till Angel Island, eftersom de sagt så till en av sina medfångar. Numera tror man att de kan ha utnyttjat tidvattnet och att de därför försökte ta sig till Marin Headlands.

### Senare år
Fängelset stängdes 1963 eftersom det inte var ekonomiskt försvarbart att hantera eller spekulativt som en följd av rymningarna året innan. Fängelset står kvar än idag och har blivit en populär sevärdhet, som administreras av National Park Service.

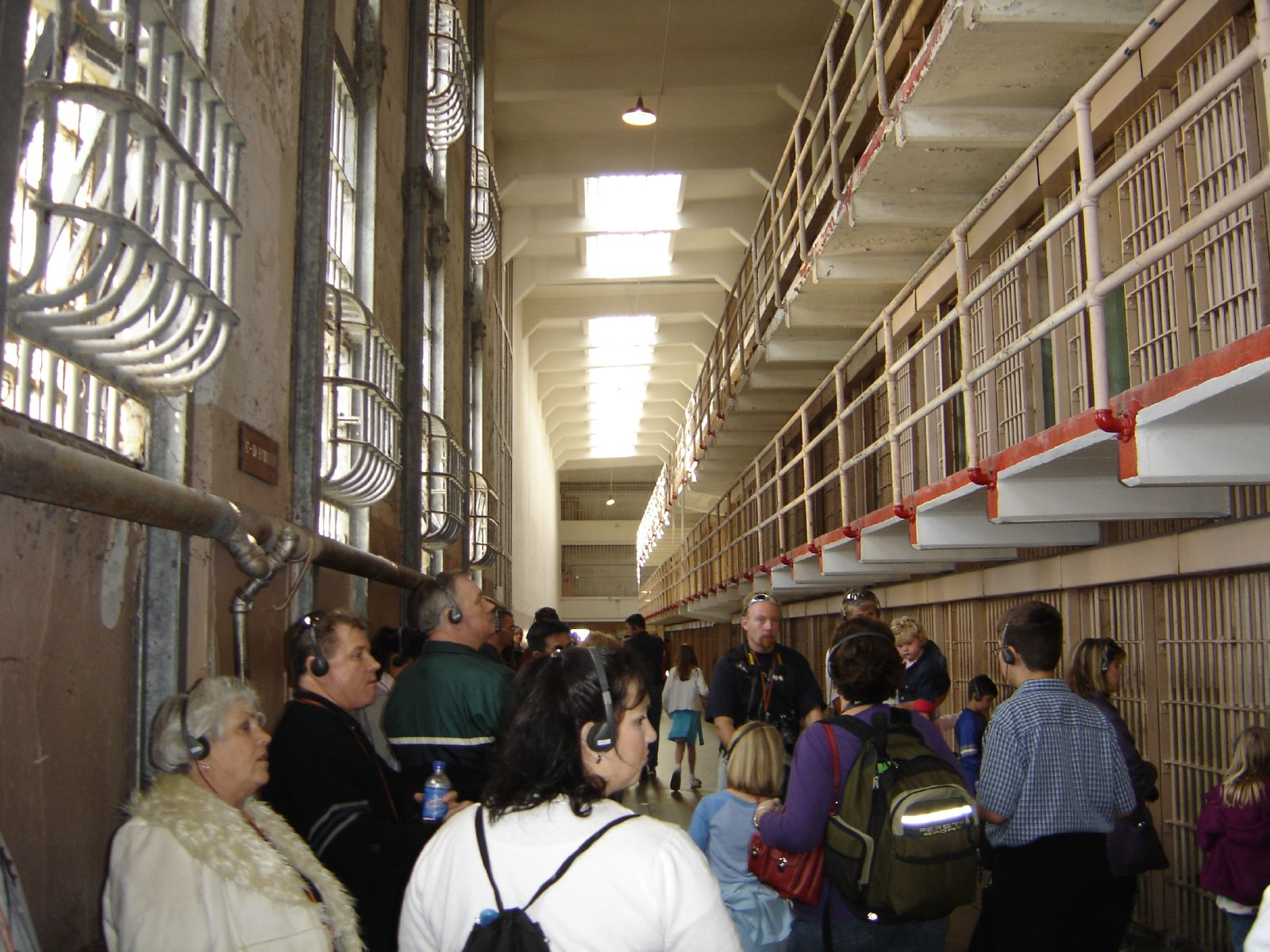
Besökare på Alcatraz.

Alcatraz kan idag (2022) besökas av turister och färjeturen dit tar cirka 15 minuter.
Fängelset på Alcatraz har också använts i olika filmer, exempelvis Flykten från Alcatraz, med bland andra Clint Eastwood.
Sedan 1981 hålls simtävlingar och triahtlontävlingar med simning från ön till fastlandet, drygt 2 km. Dessa hålls på sommaren med lite varmare vatten, med vältränade idrottare som kan simma sträckan med isolerande våtdräkt och med räddningsbåtar ifall någon inte orkar.

## Filmer och TV-serier om Alcatraz eller där ön figurerar

### Film
- Fången på Alcatraz (1962)
- Hårdingen (1976)
- Flykten från Alcatraz (1979)
- Överlagt mord (1995)
- The Rock (1996)
- Half Past Dead (2002)
- X-Men: The Last Stand (2006)
- The Book of Eli (2010)

### TV-serier
- Förhäxad (avsnitt The Power Of Two)
- Alcatraz (2012)[5]